# حاجي درمحمد سردارزهي
حاجي درمحمد سردارزهي (بالإنجليزية: Hajji Dar Mohammad Sardarzehi)‏ هي قرية تقع في سيستان وبلوتشستان في إيران.